# Parma kermadecensis
Parma kermadecensis är en fiskart som beskrevs av Allen, 1987. Parma kermadecensis ingår i släktet Parma och familjen Pomacentridae. Inga underarter finns listade i Catalogue of Life.